# Damián Rivera
Damián Esau Rivera Brown (Cranston, Rhode Island, 8 de diciembre de 2004) es un futbolista guatemalteco que juega como extremo izquierdo en el Phoenix Rising F. C. de la USL Championship.

## Trayectoria

### New England Revolution II
El 8 de agosto de 2020, realizó su debut con el equipo New England Revolution II contra el Orlando City B en la USL League One, apareció en la alineación titular, siendo sustituido al minuto 70, por la derrota 0-2. En la fecha doce del torneo, realizó su primer gol, ingresando en el banco de suplencia contra el Richmond Kickers, entrando al terreno de juego al minuto setenta, trece minutos después, anotó el gol que ponía a su equipo con victoria superior ante el Richmond Kickers con el marcador 4-0.

### New England Revolution
Mientras estaba a préstamo en el equipo de New England Revolution II, subió al equipo mayor a disputar un partido de la Major League Soccer, debutó el 22 de agosto de 2021, en el que tuvo minutos de juego contra el FC Cincinnati, entrando al terreno de juego al minuto 62, con victoria en el marcador 4-1 ante el F.C Cincinnati.
En la temporada 2021-22, en la fecha diez de la competición, Damián realizó un hecho histórico, ya que abrió el marcador al minuto 1 para el New England Revolution, disputando 72 minutos del partido con victoria 2-0, Damián se convirtió en el tercer jugador que anota en el minuto 1 de la Major League Soccer.

### Tampa Bay Rowdies
El 19 de febrero de 2024, se oficializó su fichaje al Tampa Bay Rowdies en condición de préstamo hasta la finalización de la temporada. El 16 de marzo realizó su debut contra el San Antonio F. C., teniendo una participación de 65 minutos por el empate 2-2. El 30 de marzo se enfrentó al Rhode Island F. C., ingresó de cambio al minuto 82 y realizó su primera anotación al minuto 90+6, el encuentro finalizó por una victoria 4-1.

### Phoenix Rising F. C.
El 11 de diciembre de 2024, se oficializó su fichaje al Phoenix Rising F. C. como agente libre, con un contrato hasta 2026.

## Selección nacional

### Categorías inferiores
El 29 de mayo de 2023, se oficializó la convocatoria del director técnico Douglas Sequeira para la nómina de los jugadores para representar a la selección de Costa Rica sub-23 en la competición del Torneo Maurice Revello de 2023, Rivera fue parte de la nómina. Rivera tuvo participación en el juego inaugural contra Venezuela, en el que disputó 45 minutos por el empate 1-1, obteniendo la victoria por penales 3-4. En su segundo compromiso estuvo en el banco de suplencia contra Francia sin ver minutos en la derrota 3-1. En su tercer partido, disputó 77 minutos contra Arabia Saudita, por el empate 0-0 en el marcador, y con la derrota en penales por 3-2, finalizando la competición en fase de grupos. Costa Rica disputó un partido por el undécimo puesto, enfrentándose ante Catar, Rivera tuvo participación durante 57 minutos en la derrota 2-4.

#### Participaciones internacionales
| Competición                    | Sede    | Resultado      | Partidos | Goles |
| ------------------------------ | ------- | -------------- | -------- | ----- |
| Torneo Maurice Revello de 2023 | Francia | Fase de grupos | 3        | 0     |

### Selección absoluta
A pesar de no haber disputado un partido oficial con una selección nacional, Damián fue convocado en la lista preliminar de 60 jugadores para la selección de Costa Rica en la Liga de Naciones de la Concacaf 2023-24 para el Repechaje a la Copa América 2024, sin embargo no fue convocado en la lista definitiva de los 23 jugadores.
El 13 de febrero de 2025, Damián fue convocado a un microciclo de la selección de Guatemala, ya que no fue llamado nuevamente por Costa Rica. El 2 de abril de 2025, su solicitud de cambiar su nacionalidad internacional a Guatemala fue aprobada por la FIFA.
El 5 de junio de 2025, se oficializó su convocatoria de la selección de Guatemala para la Copa de Oro de la Concacaf 2025, confirmando su cambio de representación a una selección.

## Estadísticas

### Clubes
Actualizado al último partido jugado el 2 de agosto de 2025.
| Club                                     | Div.          | Temporada     | Liga  | Liga  | Liga   | Copas nacionales | Copas nacionales | Copas nacionales | Copas internacionales | Copas internacionales | Copas internacionales | Total | Total | Total  |
| Club                                     | Div.          | Temporada     | Part. | Goles | Asist. | Part.            | Goles            | Asist.           | Part.                 | Goles                 | Asist.                | Part. | Goles | Asist. |
| ---------------------------------------- | ------------- | ------------- | ----- | ----- | ------ | ---------------- | ---------------- | ---------------- | --------------------- | --------------------- | --------------------- | ----- | ----- | ------ |
| New England Revolution II Estados Unidos |               |               |       |       |        |                  |                  |                  |                       |                       |                       |       |       |        |
| 3.ª                                      | 2020          | 14            | 2     | 0     | —      | —                | —                | —                | —                     | —                     | 14                    | 2     | 0     |        |
| 3.ª                                      | 2021          | 25            | 6     | 1     | —      | —                | —                | —                | —                     | —                     | 25                    | 6     | 1     |        |
| 3.ª                                      | 2022          | 6             | 3     | 1     | —      | —                | —                | —                | —                     | —                     | 6                     | 3     | 1     |        |
| 3.ª                                      | 2023          | 10            | 6     | 3     | —      | —                | —                | —                | —                     | —                     | 10                    | 6     | 3     |        |
| Total club                               | Total club    | 55            | 17    | 5     | 0      | 0                | 0                | 0                | 0                     | 0                     | 55                    | 17    | 5     |        |
| New England Revolution Estados Unidos    |               |               |       |       |        |                  |                  |                  |                       |                       |                       |       |       |        |
| 1.ª                                      | 2021          | 1             | 0     | 0     | —      | —                | —                | —                | —                     | —                     | 1                     | 0     | 0     |        |
| 1.ª                                      | 2022          | 13            | 1     | 0     | 2      | 0                | 0                | —                | —                     | —                     | 15                    | 1     | 0     |        |
| 1.ª                                      | 2023          | 7             | 0     | 0     | 2      | 0                | 1                | 1                | 0                     | 0                     | 10                    | 0     | 1     |        |
| Total club                               | Total club    | 21            | 1     | 0     | 4      | 0                | 1                | 1                | 0                     | 0                     | 26                    | 1     | 1     |        |
| Tampa Bay Rowdies Estados Unidos         |               |               |       |       |        |                  |                  |                  |                       |                       |                       |       |       |        |
| 2.ª                                      | 2024          | 36            | 6     | 4     | 2      | 1                | 1                | —                | —                     | —                     | 38                    | 7     | 5     |        |
| Total club                               | Total club    | 36            | 6     | 4     | 2      | 1                | 1                | 0                | 0                     | 0                     | 38                    | 7     | 5     |        |
| Phoenix Rising F. C. Estados Unidos      |               |               |       |       |        |                  |                  |                  |                       |                       |                       |       |       |        |
| 2.ª                                      | 2025          | 11            | 2     | 0     | 2      | 0                | 0                | —                | —                     | —                     | 13                    | 2     | 0     |        |
| Total club                               | Total club    | 11            | 2     | 0     | 2      | 0                | 0                | 0                | 0                     | 0                     | 13                    | 2     | 0     |        |
| Total carrera                            | Total carrera | Total carrera | 123   | 26    | 9      | 8                | 1                | 2                | 1                     | 0                     | 0                     | 132   | 27    | 11     |
| 1. 2. Fuente:Transfermarkt               |               |               |       |       |        |                  |                  |                  |                       |                       |                       |       |       |        |

### Selección de Guatemala
Actualizado al último partido jugado el 2025.
| Selección            | Año | Eliminatorias | Eliminatorias | Eliminatorias | Continental | Continental | Continental | Mundial | Mundial | Mundial | Amistosos | Amistosos | Amistosos | Total | Total | Total  |
| Selección            | Año | Part.         | Goles         | Asist.        | Part.       | Goles       | Asist.      | Part.   | Goles   | Asist.  | Part.     | Goles     | Asist.    | Part. | Goles | Asist. |
| -------------------- | --- | ------------- | ------------- | ------------- | ----------- | ----------- | ----------- | ------- | ------- | ------- | --------- | --------- | --------- | ----- | ----- | ------ |
| Absoluta · Guatemala |     |               |               |               |             |             |             |         |         |         |           |           |           |       |       |        |
| 2025                 | 0   | 0             | 0             | 0             | 0           | 0           | —           | —       | —       | 0       | 0         | 0         | 0         | 0     | 0     |        |
| Total                | 0   | 0             | 0             | 0             | 0           | 0           | 0           | 0       | 0       | 0       | 0         | 0         | 0         | 0     | 0     |        |
| Fuente:Transfermarkt |     |               |               |               |             |             |             |         |         |         |           |           |           |       |       |        |

## Palmarés

### Títulos nacionales
| Título             | Club                   | País           | Año  |
| ------------------ | ---------------------- | -------------- | ---- |
| Supporters' Shield | New England Revolution | Estados Unidos | 2021 |

## Vida privada
Posee la nacionalidad costarricense por la madre y guatemalteca por su padre, además la nacionalidad estadounidense por nacimiento.